# Izeda
Izeda fut une freguesia portugaise du concelho de Bragance, qui avait une superficie de 34,13 km2 pour une densité de population de 29,5 hab/km2 avec 1 006 habitants en 2011.
Elle disparut en 2013, dans l'action d'une réforme administrative nationale, ayant fusionné avec les freguesias de Calvelhe et de Paradinha Nova pour former une nouvelle freguesia nommée União das Freguesias de Izeda, Calvelhe e Paradinha Nova. Elle fut ville et sede d'un concelho de courte existence, créé en 1836 puis supprimé en 1855, pour intégrer le concelho de Bragance.
Elle avait en 1849, une superficie de 447 km2 pour une population de 5 656 habitants et était constitué de 14 freguesias:
Izeda, Calvelhe, Coelhoso, Salsas, Serapicos, Macedo do Mato, Bagueixe, Lagoa, Morais, Podence, Edroso, Salselas, Talhas, Talhinhas, Vinhas et Edrosa.